# Маглић базен (Бачки Петровац)
Маглић базен је олимпијски базен у бачком насељу Маглић. Отворен је 2002. Базен је популарна туристичка дестинација.

## Подела базена
Цео базен је подељен на: дубоки (олимпијски) базен с дубином 2,20м и плићак (дечји базен), с дубином око 1м.
Базен има ресторан, игралиште, спортске терене, два тоалета, сваличионице...